# Apolonija
Apolonija je žensko osebno ime.

## Izvor imena
Ime Apolonija izhaja iz latinskega imena Apollonia, ki je ženska oblika latinskega moškega imena Apollonius, grško starogrško Απoλλωνιoς (Apollonios) v pomenu »Apolonov, posvečen Apolonu«. Apolon je bil v grški mitologiji Zevsev sin in bog svetlobe, pomladi, moralne čistoče ter glasbe. V Rimu je že v najstarejšem času obstajalo osebno ime Aplonius, Apolonius,
ki izhaja po vsej verjetnosti iz etruščanskega rodovnega imena Apulni. Latinski imeni Apollonius in Apollonia naj bi torej nastali po kasnejšem grškem vplivu.

## Različice imena
- ženske različice imena: Apollonia, Apolona, Apolonia, Polija, Poli, Polja, Polona, Polonca, Polonica, Polonija,
- moška oblika imena: Apolonij

## Tujejezikovne različice imena
- pri Angležih: Apollonia, skrajšano Polly
- pri Čehih: Apolena
- pri Francozih, Italijani: Apollonia

## Pogostost imena
Po podatkih Statističnega urada Republike Slovenije je bilo na dan 31. decembra 2007 v Sloveniji število ženskih oseb z imenom Apolonija: 405.

## Osebni praznik
V koledarju je ime Apolonija zapisano 9. februarja (Apolonija, devica in mučenka, † 9. feb. 249).

## Zanimivosti
- V koledarju je 9. februarja Apolonija, mučenka v času rimskega cesarja Decija, ki so ji pri mučenju leta 249 izbili zobe in jo umorili, zato velja za zavetnico zobozdravnikov in zavetnico proti zobobolu.
- V Sloveniji je ena cerkev sv. Apolonije, ki kot podružnična cerkev sv. Janeza Krstnika iz Predloke stoji v Bezovici pri Črnem Kalu.
- Pevka nekdanje glasbene skupine Lunapark, sedaj solo pevka Apolonija